# Beşiktaş
Beşiktaş é um distrito urbano de Istambul, Turquia, localizado na margem europeia do Bósforo, a norte do Corno de Ouro. É um município (belediye) que faz parte da área metropolitana de Istambul, da província do mesmo nome e da região de Mármara. Em 2009 a sua população era de 185 054 habitantes.
A antiga residência estival do sultão otomano situava-se em Beşiktaş. O nome do município é famoso internacionalmente pelo principal clube de futebol que aí tem as sua sede, o Beşiktaş Jimnastik Kulübü.

## Ver tambèm
- Piada de Bardakçı Baba